# 海吕达市镇
海吕达市镇（瑞典語：Härryda kommun）是瑞典西部西约塔兰省的一个市镇。其治所位于默恩吕克，约有15,000名居民。